# Томі Пойколайнен
Томі Пойколайнен  (фін. Tomi Poikolainen, 27 грудня 1961) — фінський лучник, олімпійський чемпіон.

## Виступи на Олімпіадах
| Олімпіада         | Дисципліна | Місце |
| ----------------- | ---------- | ----- |
| Москва 1980       | особисті   | 1     |
| Лос-Анджелес 1984 | особисті   | 5     |
| Сеул 1988         | особисті   | 11    |
| Сеул 1988         | командні   | 4     |
| Барселона 1992    | особисті   | 24    |
| Барселона 1992    | командні   | 2     |
| Атланта 1996      | особисті   | 12    |
| Атланта 1996      | командні   | 8     |